# 塞尼耶 (奧蘭省)
35°39′N 0°38′W / 35.650°N 0.633°W

塞尼耶（阿拉伯语：‎），是阿爾及利亞的城鎮，位於該國西北部，由奧蘭省負責管轄，是塞尼耶區的首府，面積49平方公里，海拔高度77米，2006年人口93,500，人口密度每平方公里1,900人。